# Ernst Lange (Politiker, 1905)
Ernst Lange (* 30. November 1905 in Berlin; † 2. Februar 1971 ebenda) war ein deutscher kommunistischer Widerstandskämpfer gegen den Nationalsozialismus und Politiker (SED).

## Leben
Lange, Sohn einer Arbeiterin, geboren in Berlin-Moabit, besuchte die Volksschule und absolvierte eine Lehre als Zimmermann. Er wurde 1921 Mitglied der Sozialistischen Arbeiter-Jugend und 1923 des Kommunistischen Jugendverbands Deutschlands, trat 1925 in den Deutschen Holzarbeiterverband ein und 1927 in die Kommunistische Partei Deutschlands (KPD). Ab 1928 war er Kurier und Instrukteur der Organisationsabteilung des ZK der KPD. Von 1929 bis 1932 war er im Münzenberg-Konzern als Leiter der Universum Bücherei tätig. 1932/33 hatte er die Funktion des Politischen Leiters des Berliner KPD-Unterbezirks Südost inne. Ab Februar 1933 leistete er illegale Widerstandsarbeit und war von Februar bis Juli 1933 in „Schutzhaft“ in Plötzensee und im Gefängnis Berlin-Spandau. Nach seiner Entlassung nahm er erneut die illegale Arbeit auf und wurde vom Berliner Politischen Leiter Hans Jendretzky als Instrukteur der KPD-Bezirksleitung Berlin eingesetzt. Nach der Verhaftung führender Berliner Mitarbeiter (Jendretzky, Schlegel, Sasse) im Februar 1934 war er für die „Reichsorganisation Sport“, die Internationale Arbeiterhilfe, die Freunde der Sowjetunion und die Revolutionäre Gewerkschafts-Opposition verantwortlich. Vierzehn Tage vor seiner Abreise nach Moskau, wo er auf Beschluss der Partei die Internationale Lenin-Schule absolvieren sollte, wurde er am 17. Dezember 1934 auf offener Straße verhaftet. Er verbrachte schwere Wochen in Gestapo-Haft in der Prinz-Albrecht-Straße. Obwohl seine Funktion unerkannt blieb, wurde er nach 13 Monaten Untersuchungshaft im Januar 1936 durch den Zweiten Senat des Volksgerichtshofs wegen „Vorbereitung zum Hochverrat“ zu fünf Jahren Zuchthaus verurteilt. Die Haft verbüßte er im Zuchthaus Luckau, im KZ Sonnenburg und im Straflager Emsländer Moor. Im Jahr 1943 wurde er in das Strafbataillon 999 gepresst und zur Organisation Todt nach Frankreich zwangsverpflichtet. Auch hier leistete er illegale Arbeit. Noch vor Kriegsende gelangte er zu Fuß bis nach München und dann immer vor den amerikanischen Truppen her bis zur Mulde und von dort nach Berlin.

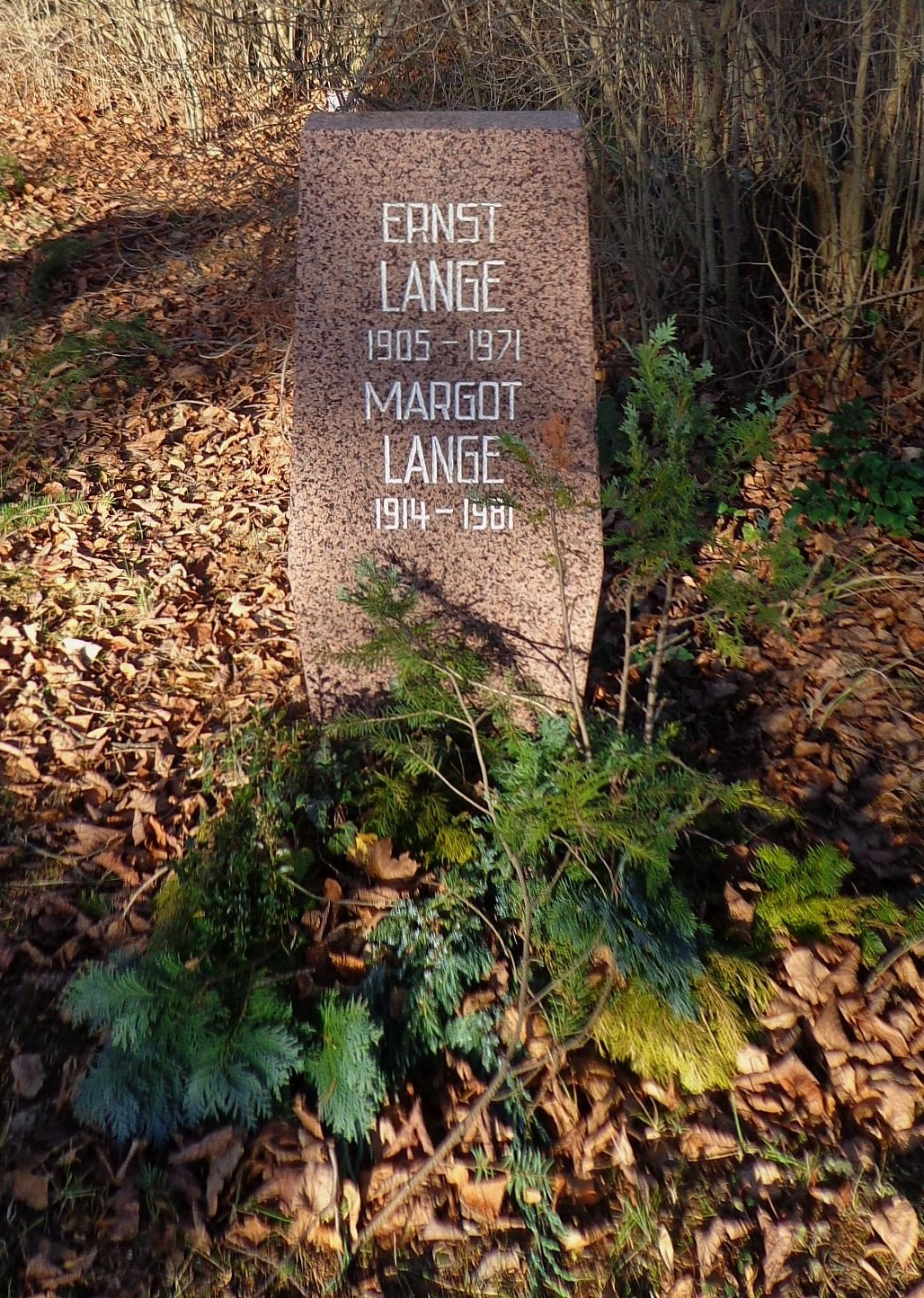
Grabstätte

Er wurde Politischer Leiter des KPD-Unterbezirks bzw. Erster Sekretär der KPD-Kreisleitung Berlin-Prenzlauer Berg. Ab 1946 Mitglied der Sozialistischen Einheitspartei Deutschlands (SED), wurde er Erster Vorsitzender des SED-Kreisvorstandes Berlin-Prenzlauer Berg und Mitglied des SED-Landesvorstandes Groß-Berlin. Nach einem Lehrgang an der Parteihochschule in Liebenwalde fungierte er von 1946 bis 1948 als Leiter des Kommissariats 5 in der Deutschen Verwaltung des Innern (DVdI). Mit dem „Makel“ eines Westemigranten behaftet, wurde er bereits 1948 abgelöst und durch Erich Jamin ersetzt. Nur etwa zehn Prozent der K 5-Mitarbeiter wurden 1949 in die Hauptverwaltung zum Schutze der Volkswirtschaft übernommen. Lange war dann von Juli 1948 bis 1952 Stellvertreter des Vorsitzenden der Zentralen Kommission für staatliche Kontrolle. Im Januar 1953 berief ihn die Partei in leitende Funktionen des zentralen Parteiapparates. Er arbeitete als Mitarbeiter im Sekretariat des ZK der SED, zunächst als Leiter der Abteilung Planung und Finanzen (Nachfolger von Adalbert Hengst). Von 1953 bis 1966 übte er die Funktion des Leiters der Abteilung Handel und Versorgung sowie Außenhandel des ZK der SED aus und war von Januar 1963 (VI. Parteitag) bis April 1967 Kandidat des ZK der SED. Anschließend schied er aus der hauptberuflichen Tätigkeit aus und war von April 1967 (VII. Parteitag) bis zu seinem Tod 1971 Mitglied und stellvertretender Vorsitzender der Zentralen Revisionskommission der SED.
Lange war verheiratet und Vater von zwei Kindern. Er starb im Alter von 65 Jahren, seine Urne wurde in der Grabanlage Pergolenweg des Berliner Zentralfriedhofs Friedrichsfelde beigesetzt.

## Auszeichnungen
- 1955 Vaterländischer Verdienstorden in Silber und 1965 in Gold
- 1958 Orden „Banner der Arbeit“
- 1958 Medaille für Kämpfer gegen den Faschismus 1933 bis 1945
- 1970 Ehrenspange zum Vaterländischen Verdienstorden in Gold